# Kyle Hines
Kyle Tyrrel Hines, (nacido el 2 de septiembre de 1986 en Sicklerville, Nueva Jersey) es un exjugador de baloncesto estadounidense. Con 1.94 de estatura, su puesto natural en la cancha era el de pívot. Desde el año 2012 hasta el 2021 jugó de forma ininterrumpida la Final Four de la Euroliga, 2 con el Olympiacos B.C. 6 con CSKA Moscú y 1 con Olimpia Milano, ganando 4 títulos.

## Trayectoria
- Timber Creek Regional High School
- Universidad de Carolina del Norte en Greensboro (2004-2008)
- Veroli Basket (2008-2010)
- Brose Bamberg (2010-2011)
- Olympiacos B.C. (2011-2013)
- CSKA Moscú (2013-2020)
- Olimpia Milano (2020-2024)

## Palmarés
- Euroliga: 4

Olympiacos B.C.: 2012, 2013
CSKA Moscú: 2016, 2019
- VTB United League: 6

CSKA Moscú:  2014, 2015, 2016, 2017,  2018,  2019,
- Copa de Alemania: 1

Brose Bamberg:  2011
- Liga de Alemania: 1

Brose Bamberg:  2011
- Liga de Grecia: 1

Olympiacos B.C.: 2012
- Copa de baloncesto de Italia (2): 2021, 2023.
- Supercopa de Italia de Baloncesto (1): 2020
- Lega Basket Serie A (3): 2022, 2023, 2024.